# Devaterník velkokvětý

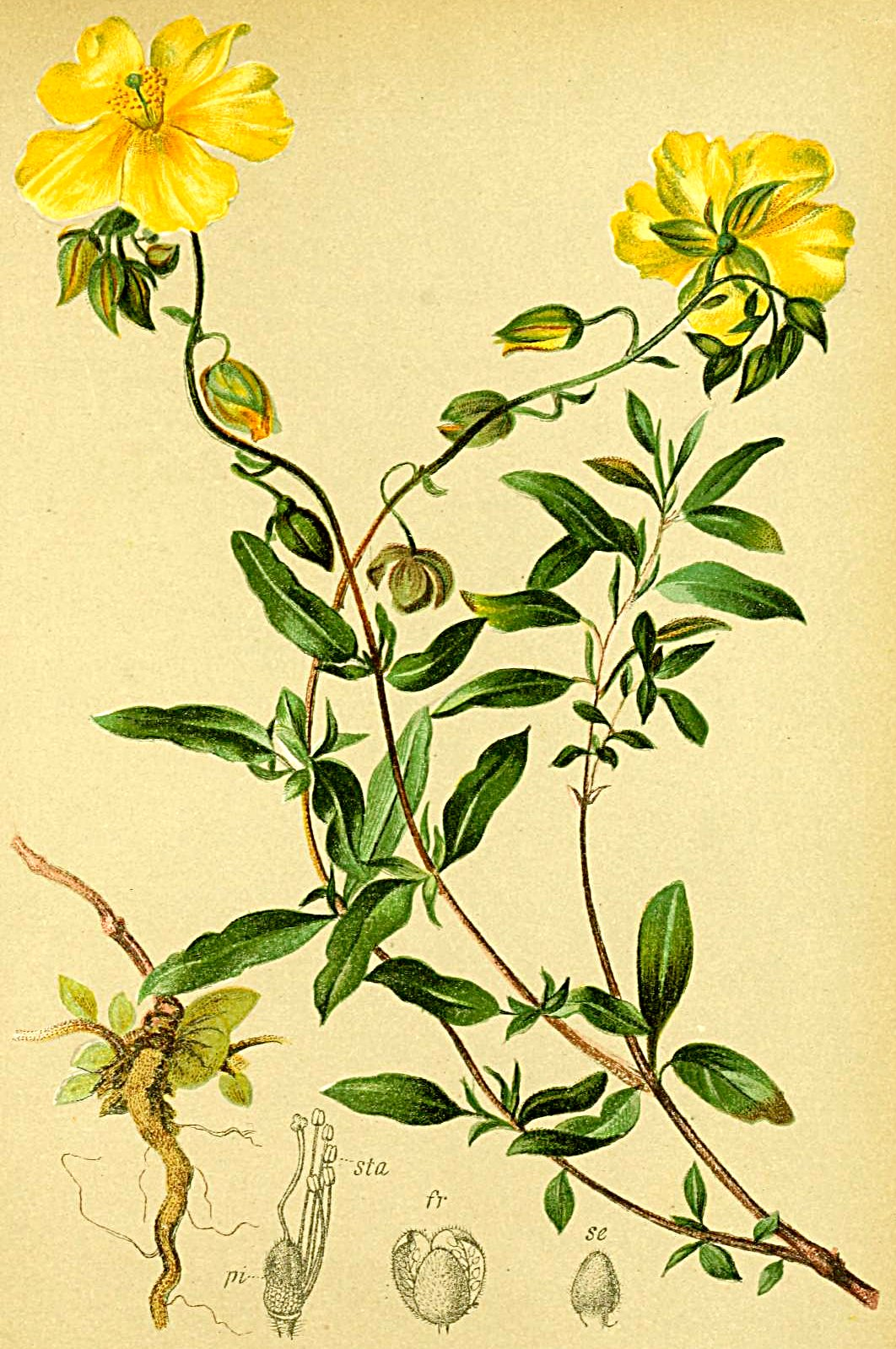
Nákres devaterníku velkokvětého

Devaterník velkokvětý (Helianthemum grandiflorum) je vytrvalá, nízká, žlutě kvetoucí bylina, druh rodu devaterník. Roste na velkém území, vzhledově je variabilní a vytváří více morfotypů. Vyskytuje se v západoevropských, středoevropských a jihoevropských pohořích jako jsou Pyreneje, Vogézy, Jura, Alpy, Vysoké Sudety, Karpaty, Apeniny i pohořích na Balkáně a na územích k nim přiléhajícím. Roste také v Malé Asii a v oblasti Kavkazu.

## Taxonomie
V České republice rostou dva poddruhy devaterníku velkokvětého:
- devaterník velkokvětý pravý (Helianthemum grandiflorum (Scop.) DC. subsp. grandiflorum)
- devaterník velkokvětý tmavý (Helianthemum grandiflorum (Scop.) DC. subsp. obscurum) (Pers. ex Wahlenb.) Holub

Nominátní poddruh devaterník velkokvětý pravý roste v Česku pouze na několika málo mikrolokalitách v subalpínském výškovém stupni v oblasti Hrubého Jeseníku ve Velké a Malé kotlině. Je považován za rostlinu v Česku ohroženou vymizením.
Poddruh devaterník velkokvětý tmavý roste v Česku hojně po většině území, od nížin do podhůří. Od nominátního poddruhu se liší mimo znaků popsaných v kapitole „Popis“ dále ještě tím, že má poněkud drobnější květy a výrazně chlupatější listy.
Podle nejnovějších fylogenetických výzkumů byl druh devaterník velkokvětý (popisovaný v tomto článku) zrušen a přeřazen do druhu devaterník penízkovitý, kde byl klasifikován na úroveň pouhých poddruhů takto:
- Helianthemum nummularium (L.) Mill. subsp. grandiflorum (Scop.) Schinz & Thell.
- Helianthemum nummularium (L.) Mill. subsp. obscurum (Čelak.) Holub

## Ekologie
Devaterník velkokvětý je vázán na relativně teplá a osluněná stanoviště na sušších loukách, kamenitých i křovinatých stráních, pastvinách i na okrajích světlých lesů. Vyskytuje se také podél polních a venkovských cest, většinou je rozšířen na půdách se zásaditou reakcí.

## Popis

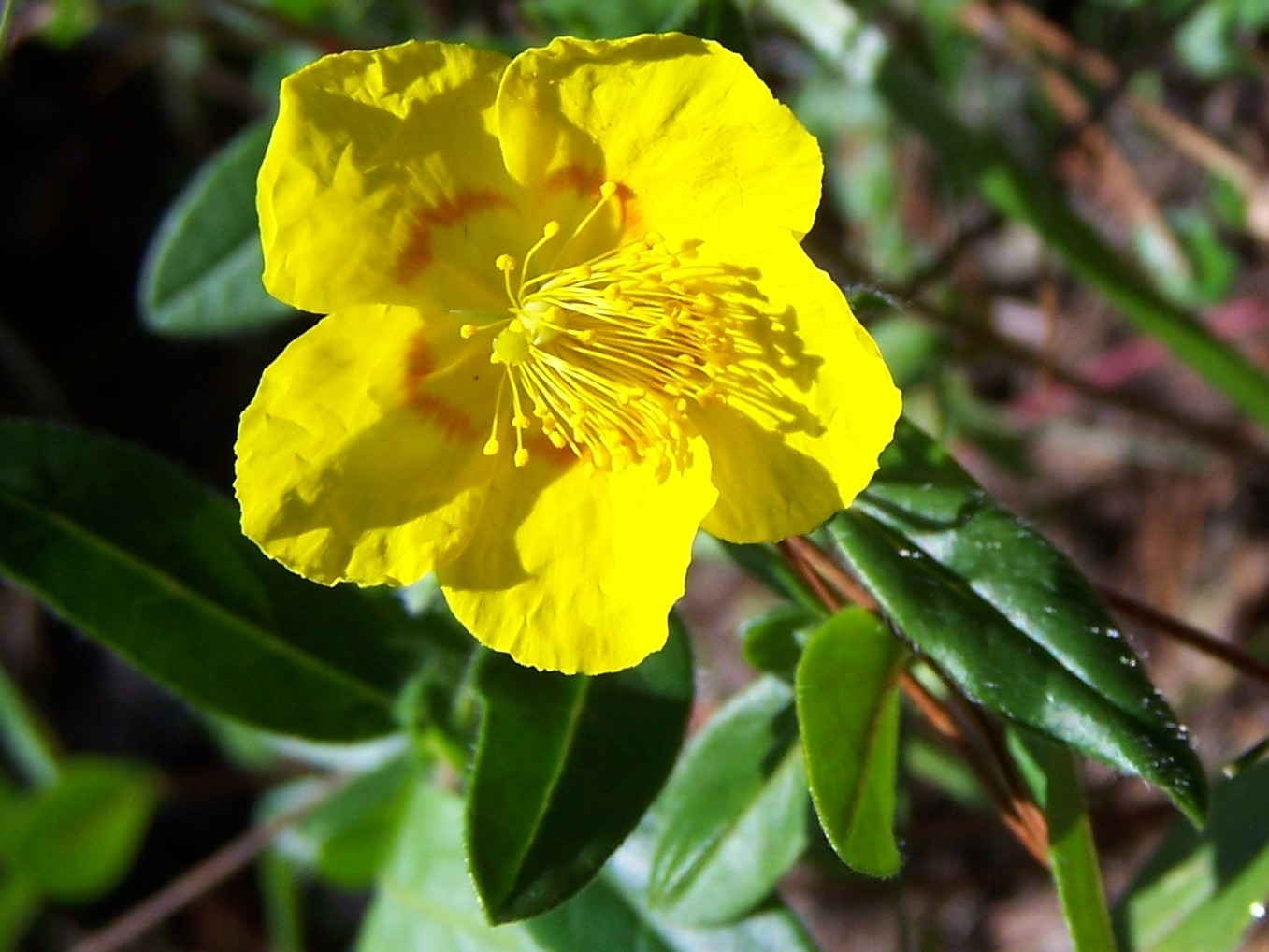
Květ devaterníku velkokvětého

Trsnatý, vytrvalý, polokeř, 10 až 30 cm vysoký, s lodyhami od spodu hustě rozvětvenými. Lodyhy, květné i plané, bývají poléhavé nebo vystoupavé, u báze dřevnaté a řídce chlupaté. Jsou porostlé měkkými, krátce řapíkatými listy, dlouhými 15 až 30 mm a širokými 3 až 10 mm, které mají úzké palisty. Čepele listů jsou čárkovitě podlouhlé, úzce vejčité až obkopinaté a na bázi klínovité. Po obvodě jsou celokrajné a na vrcholu jsou okrouhlé (poddruh devaterník velkokvětý pravý), nebo jsou po obvodě podvinuté a na vrcholu špičaté (poddruh devaterník velkokvětý tmavý). Na obou stranách jsou chlupaté, zeleně zbarvené a mají výraznou červenohnědou střední žilku.
V řídkém, koncovém, hroznovitém květenství vyrůstá 10 až 15 (d. v. pravý) nebo 2 až 6 (d. v. tmavý) stopkatých květů o průměru 2 až 4 cm. Květ je oboupohlavný, pětičetný a bývá po odkvětu, stejně jako ještě nerozkvetlá, vejčitá poupata převislý. Kališní lístky, rostoucí ve dvou kruzích, jsou vytrvalé a bývají dlouhé 5 až 10 mm. Tři větší, vnitřní, jsou mezi žilkami lesklé a holé nebo jen řídce porostlé svazčitými chlupy (d. v. pravý), nebo jsou mezi žilkami matné a porostlé kratičkými hvězdicovitými chlupy (d. v. tmavý). Korunní lístky, velké 10 až 15 mm, jsou obvejčitého tvaru, mají zlatožlutou barvu a vespod oranžovou skvrnu. V květu je dále mnoho tyčinek (50 až 100), které jsou vespod nitkami srostlé do pět svazečků, nesou asi 0,5 mm dlouhé prašníky. Kulatý, svrchní, ze třech plodolistů složený semeník nese čnělku s hlavičkovitou bliznou. Ploidie druhu je 2n = 20.
Květy kvetoucí v období červen až září obvykle opyluje hmyz, kterému rostlina, nemajíc nektaru, nabízí dostatek pylu. Za nepříznivého počasí se květy mohou opylit i samosprašně, prašníky a blizna dozrávají současně. Květy rozkvétají ve květenství postupně od vrcholu.
Plod je jednopouzdrá, mnohosemenná tobolka vejčitého až kulovitého tvaru, 5 až 8 mm velká. Tobolka, obalená v trvalém kalichu, se po dozrání otvírá třemi chlopněmi, obsahuje až 30 semen oválného tvaru. Semena jsou velká asi 1,5 mm, červenohnědá, mají jemně bradavičnaté oplodí a za vlhka slizovatí.

## Rozmnožování
Vegetativně se může rostlina rozšiřovat do blízkého okolí. Z jejího kořene vyrůstají podzemní vodorovné výběžky, vyúsťující do nadzemních lodyh, které samy mohou zakořenit. Propojení s mateřskou rostlinou se postupně přeruší a vznikne rostlina nová. Na větší vzdálenosti se rozmnožuje pohlavně semeny, která se mohou šířit endozoochoricky, epizoochoricky nebo anemochoricky.

## Ohrožení
Devaterník velkokvětý pravý je podle „Vyhlášky MŽP ČR č. 395/1992 Sb. ve znění vyhl. č. 175/2006 Sb.“ i podle „Červeného seznamu cévnatých rostlin České republiky“ zařazen mezi druhy kriticky ohrožené (§1) a (C1).

## Galerie

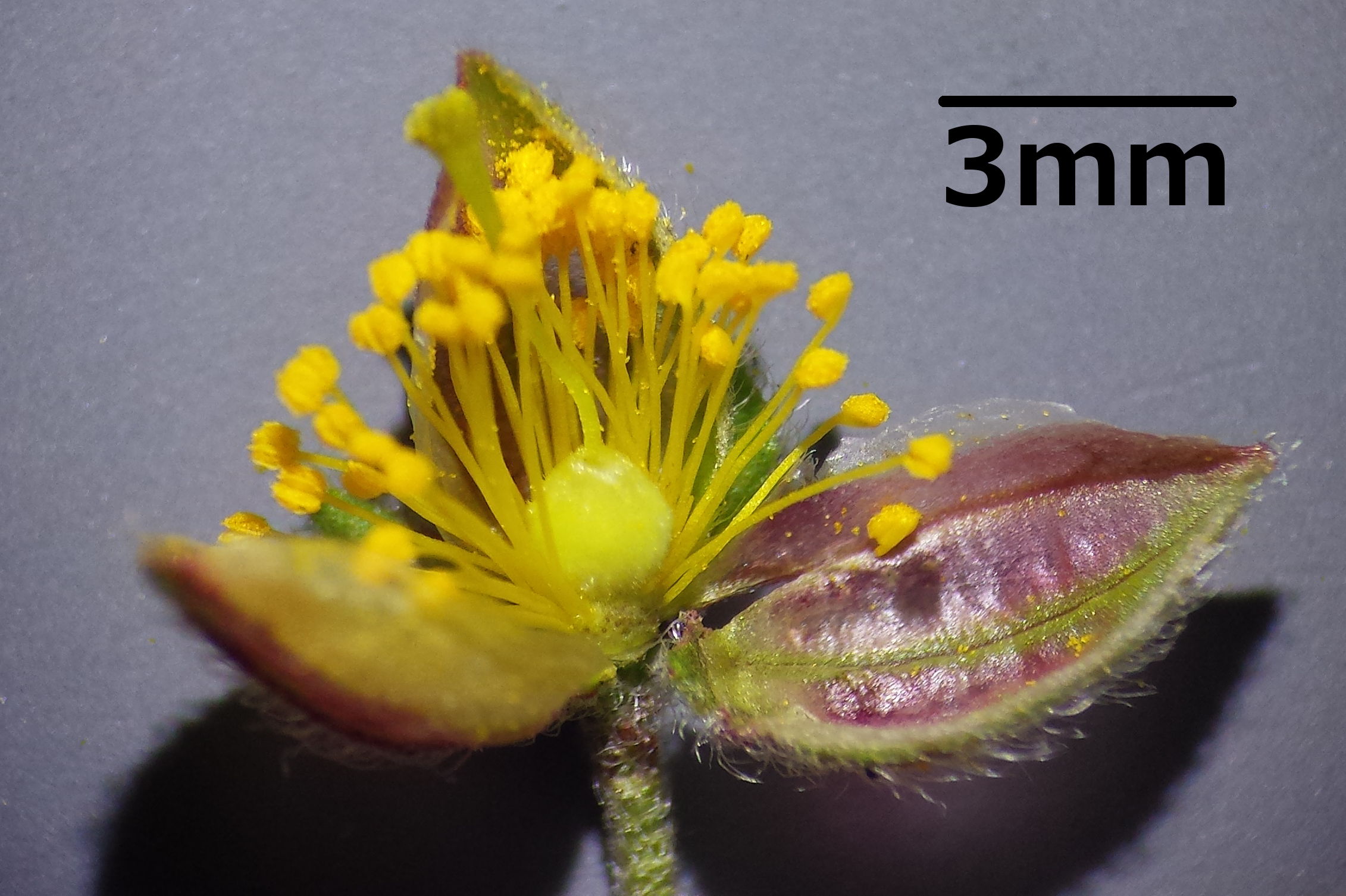
Tyčinky v květu
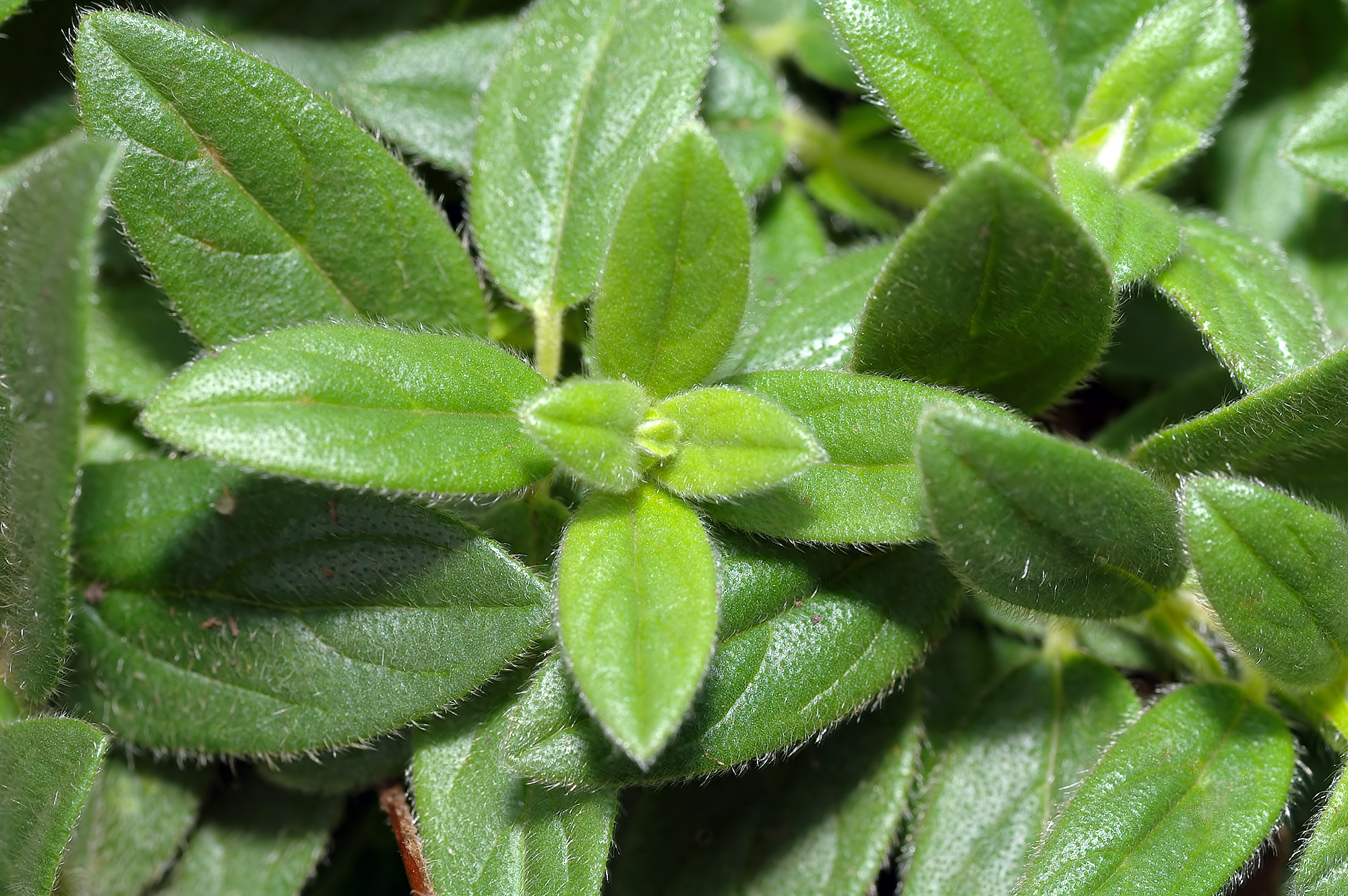
Mladá rostlinka
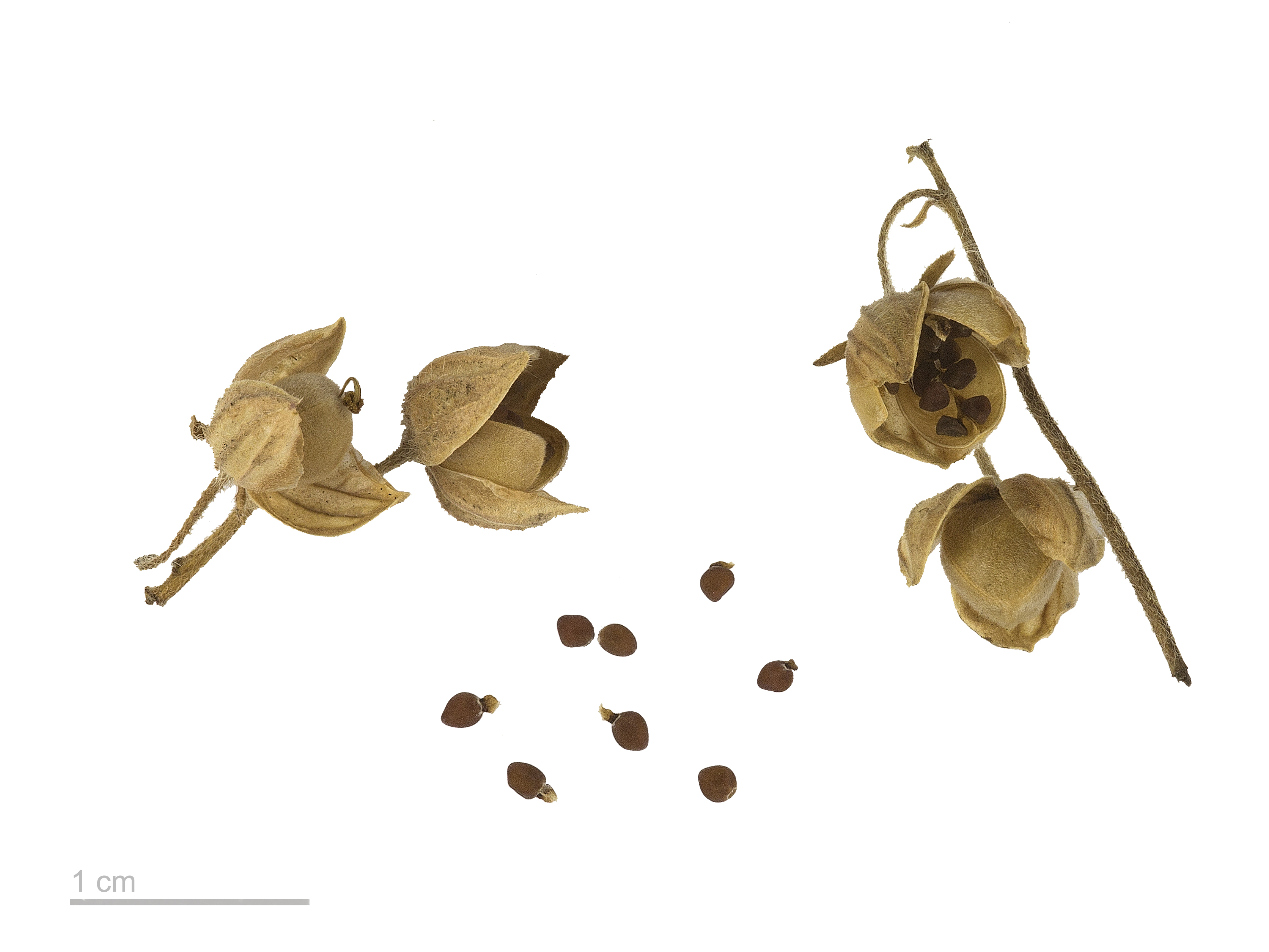
Zralé tobolky a semena